# Combat 18
Combat 18 (wörtlich: Kampf 18; sinngemäß etwa: Kampftruppe Adolf Hitler Kurzform: C18 oder auch 318) ist eine militante, international agierende neonazistische Organisation, die aus dem Vereinigten Königreich stammt und dort zunächst als Saalschutz für die rechtsextreme British National Party (BNP) fungierte. 1993 löste sie sich von der BNP und breitete sich auf andere Länder aus.
In Kanada wird die Gruppe seit dem Juni 2019 als Terrororganisation gemäß dem „Anti-terrorism Act“ von 2001 eingestuft und verfolgt.
Am 23. Januar 2020 wurde die Gruppe in Deutschland durch das Bundesinnenministerium nach § 3 Abs. 1 Vereinsgesetz verboten, weil sich ihre Ideologie nach Einschätzung der Behörden gegen die verfassungsmäßige Ordnung gerichtet hat.

## Geschichte
Combat 18 wurde 1992 von Charlie Sargent und Harold Covington als Saalschutz für Veranstaltungen der British National Party, z. B. mit dem bekannten Holocaust-Leugner David Irving, gegründet. Auch für andere rechtsextreme Organisationen übernahm sie Tätigkeiten als Saalordner. Sie erstellte zudem Listen mit politischen Gegnern (siehe auch Redwatch). Nach und nach entfernte sich Combat 18 immer weiter von der BNP. 1992 und 1993 trafen sich die Führungskräfte von Combat 18 mit Hooligan-Gangs, wie zum Beispiel den Chelsea Headhunters, den Arsenal Gooners und anderen Gruppen aus Millwall, Oxford und Reading. Als einer der führenden ideologischen Köpfe galt auch David Myatt, der Anführer des britischen National Socialist Movement (NSM) war. Als wesentlicher Kopf der europaweiten Strukturen gilt der Geschäftsmann William Browning. In Großbritannien gab Combat 18 eine Zeitschrift mit dem Namen „Redwatch“ heraus. In dieser wurden politische Gegner mit Namen, Adresse und Fotos angeprangert.
2012 kam es zu einer Neugründung von Combat 18 auf internationaler Ebene unter dem Motto „Reunion 28“ – Wiedervereinigung. Mittlerweile existieren in ca. 25 Staaten Divisionen von C18.

## Ideologie
Die „Kameraden“ von Combat 18 berufen sich in ihrer Weltanschauung auf die rassistische Vorstellung einer Vorherrschaft der „Weißen Rasse“. Angestrebtes Ziel aller ihrer Aktionen ist die Errichtung eines totalitären, demokratiefreien Staates nach dem historischen Vorbild nationalsozialistischer Herrschaften. Auch deren Großmachtphantasien werden rezipiert.
Während es sich in der Anfangszeit der Gruppe um eine eher einfach strukturierte, faschistische „Schlägertruppe“ handelte, wurden durch ideologische Vordenker bald terroristische Methoden propagiert und umgesetzt. In den 1990er-Jahren verübten C18-Mitglieder in Großbritannien eine Reihe von Rohrbombenanschlägen auf Migranten, Homosexuelle und andere politische Gegner. Formal bekannte sich niemand zu den Taten. Spätestens seit der Neuaufstellung 2012 wird ein clandestines Terrorkonzept umgesetzt. Wesentliches Merkmal sind dabei die Überlegungen der Leadless Resistance, nach dem Mitglieder der Gruppe selbständig Terrorakte wie Morde und andere Gewalttaten ausführen. Zwar haben die Zellen untereinander losen Kontakt und identifizieren sich mit dem Ziel von C18, jedoch kann nicht auf eine Führungs- und Organisationsstruktur zurückgegriffen werden. Auffällig ist, dass viele der einzelnen bekannten Gewalttaten meist nicht vom engeren Kreis der C18-Mitglieder ausgeführt werden, sondern von Mitläufern.
Nach Anschlägen bekennt sich meist niemand zu der Tat. Formal fällt es den Ermittlern deshalb schwer, die Tat als eindeutig politisch einzuordnen, wie geschehen bei dem Fall um den ermordeten Politiker Walter Lübcke. Zum anderen verschiebt sich damit die Wahrnehmung von der Mörder-Opfer-Beziehung in ein „kollektives Richten“ durch eine „höhere Macht“. Diese Vorstellung schließt stark an die Gedankenwelt der Rassisten von der US-Terrororganisation The Order an.
Ziel ist, einen politischen Umsturz durch Verunsicherung und Desorientierung zu provozieren. Dabei soll gezeigt werden, wie verwundbar die demokratische Gesellschaft ist. Teilweise wird auch eine uneinheitliche Vorstellung einer „Nationalen Revolution“ herbeigesehnt.
Wichtiger Bestandteil der Gruppenidentität ist wie bei Blood & Honour die Selbstvergewisserung durch Symbolik in Form von Aufnähern, Graffiti und auf Transparenten.

## Name und Logo
Combat bedeutet Kampf, die Zahl „18“ im Namen der Gruppe steht für den ersten und den achten Buchstaben des Alphabets, die Initialen Adolf Hitlers. Einer ihrer Slogans lautet: „White Revolution is the only solution“ („Weiße Revolution ist die einzige Lösung“). Als weiteres rechtsextremes Symbol bzw. Zeichen wird auch die „318“ verwendet, die „3“ steht für den dritten Buchstaben im Alphabet, das „C“.
Als Kern-Symbol wird ein Drache verwendet. Nur „autorisierte“ Gruppierungen dürfen dieses Symbol in ihre jeweils nationalistische Symbolik integrieren.

## Zugerechnete Gewalttaten
- 1997: Im Rahmen eines Machtkampfes innerhalb der britischen Combat 18-Gruppe wurde der 28-jährige Rechtsextremist Christopher Castle erstochen. Für die Tat wurden die beiden Combat 18-Mitglieder Paul David Sargent und Martin Cross zu lebenslangen Freiheitsstrafen verurteilt.[8]
- 2012: Zwei Combat 18-Anhänger legten in Tschechien an einem hauptsächlich von Rumänen bewohnten Wohnhaus Feuer. Die Bewohner konnten das Feuer schnell löschen, und es entstand kein größerer Schaden. Die beiden Haupttäter, der 25-jährige Tomáš K. und der 35-jährige Michal P., wurden wegen versuchten Mordes zu Freiheitsstrafen von sechs Jahren und neun Monaten verurteilt. Sieben weitere Personen wurden wegen Mitgliedschaft in einer kriminellen Vereinigung ebenfalls verurteilt, zwei davon zu Gefängnisstrafen ohne Bewährung.[9][10]

## Länder

### Deutschland
In den 1990er-Jahren waren die Aktivitäten von Neonazis, die sich als C18-Gruppe verstanden, noch uneinheitlich. Jedoch bereits im Jahr 1999 gab es gegen Politiker und Gewerkschafter in Elmshorn Anschläge und Drohbriefe, bei denen das Kürzel Combat 18 auftauchte. Verstrickungen deutscher Neonazis im Combat-18-Netzwerk wurden im Januar 2004 in Form einer deutschen Combat-18-Gruppe in Pinneberg (Schleswig-Holstein) nach Wohnungsdurchsuchungen öffentlich bekannt. Waffenfunde, Propagandamaterialien und Pläne zur Gewaltanwendung wurden von der Polizei bestätigt.
2005 sprach Giovanni Di Blasi, der Betreiber des italienischen Verbandes Eda Propaganda und Herausgeber des Blood-and-Honour- und Combat-18-Fanzines The Stormer, auf dem Fest der Völker in Jena. Der Verfassungsschutz Nordrhein-Westfalen registrierte weiterhin verschiedene Vorfälle. So wurde 2007 in Dortmund ein Tunesier von einem mutmaßlichen Combat-18-Mitglied in einer Aldi-Filiale niedergeschossen.
Im Jahr 2012 gründete sich Combat 18 Deutschland als „autorisierte“ deutsche Division eines internationalen Netzwerks von C18-Gruppen. Regionale Schwerpunkte in Deutschland bilden der Raum Dortmund, Ostholstein, Thüringen und Nordhessen. Laut Recherchen der unabhängigen antifaschistischen Rechercheplattform EXIF – Recherche & Analyse lässt sich von ca. 50 Personen eine Mitgliedschaft in Combat 18 Deutschland belegen. Jedoch tauchen etliche weitere Neonazis regelmäßig in Personenzusammenhängen von C18 Deutschland auf oder beziehen sich auf sie.
Combat 18 Deutschland ist nach einer festen Organisationsstruktur gegliedert und die Mitglieder beziehen sich auf ein Richtlinien-Papier, das im Stil einer Vereinssatzung gehalten wird. Darin sind diverse „Bruderpflichten“, monatliche Treffen und Beitrittszahlungen, Aufnahme- und Ausschlusskriterien und sogar eine Kleiderordnung festgelegt.
Anfang 2017 wurde berichtet, dass Combat 18 wieder in mehreren Bundesländern tätig sei. Nach Informationen von NDR und Süddeutscher Zeitung lagen dem Verfassungsschutz Erkenntnisse darüber vor, dass im Juni 2016 der deutsche Zweig von Combat 18 einen Teil seiner Mitgliedsbeiträge ins EU-Ausland transferiert haben solle. Ein mutmaßliches Führungsmitglied der Gruppe solle außerdem Überweisungen für die ungarische Sektion getätigt haben. Das Nachrichtenmagazin Der Spiegel benannte Anfang 2020 Stanley Röske aus der Umgebung von Kassel und den Neonazi Robin Schmiemann aus Dortmund als führende Köpfe von Combat 18 in Deutschland.
Am 23. Januar 2020 verbot das Bundesinnenministerium den Verein Combat 18 Deutschland auf Grundlage des § 3 Abs. 1 Vereinsgesetz. Nach Einschätzung des Ministeriums richtete sich die Orientierung der Gruppierung sowohl gegen die verfassungsmäßige Ordnung als auch gegen Strafgesetze. Ideologisch attestierte es ihr eine „Wesensverwandtschaft mit dem Nationalsozialismus“. Die Aktivitäten der Gruppe hätten vor allem im Vertrieb rechtsextremistischer Musik, der Organisation von Konzerten sowie dem Verkauf von Merchandise-Artikeln bestanden. Laut Thomas Haldenwang, dem Präsidenten des Bundesamtes für Verfassungsschutz, wurde Combat 18 seit der Entstehung in Deutschland durch den Verfassungsschutz beobachtet. Dessen Informationen hätten die Grundlage für das ausgesprochene Verbot gebildet, und darauf basierend wurde eine Gruppengröße von nur 20 Personen angenommen. Das Verbot wurde vielseits kritisiert, da es viel zu spät komme und die Mitglieder auch durch die Ankündigung sechs Monate Zeit bekommen hätten, Beweise beiseitzuschaffen.
Am 7. März 2024 wurde vom Generalbundesanwalt vor dem Staatsschutzsenat des Oberlandesgerichts Düsseldorf Anklage gegen vier Personen wegen des Verdachts der Rädelsführerschaft im Rahmen eines „Verstoßes gegen ein Vereinigungsverbot“ (§ 85 StGB, hier Aufrechterhaltung einer unanfechtbar verbotenen Vereinigung) erhoben. Vor allem der Angeklagte Stanley R. soll die Vernetzung mit anderen rechtsgerichteten Vereinigungen, darunter der Kampfsportgruppe „Knockout 51“, betrieben haben.

### Irland
Combat 18 war auch in Irland aktiv, hauptsächlich im Norden des Landes. Dort arbeitete Combat 18 mit paramilitärischen Gruppen zusammen, wie zum Beispiel in den 1990er-Jahren mit der Ulster Defence Association.

### Italien
Laut der bayerischen Politikerin Susanna Tausendfreund standen deutsche Neonazis im Verdacht, mit italienischen „Kameraden“ Terrorangriffe auf Migranten in Südtirol vorbereitet zu haben. Der Würzburger Neonazi Uwe Meenen sowie die Thüringer NPD-Kader Frank Schwerdt, Patrick Paul und ein weiterer damaliger Neonazi sollen mit Vertretern der Gruppierung Skinheads Tirol – Sektion Meran Anschläge auf Ladengeschäfte wie Döner-Buden erörtert haben. Ralf Wohlleben soll im Jahr 2009 20.000 Euro nach Italien gebracht haben. Die Empfänger, Alexander und Patrick Ennemoser, seien Aktivisten des internationalen Nazi-Terrornetzwerks Blood and Honour – Combat 18.

### Griechenland
Im März 2018 nahm die griechische Polizei sechs mutmaßliche Combat 18-Mitglieder fest. Den Festgenommenen werden die Mitgliedschaft in einer kriminellen Vereinigung sowie Dutzende Angriffe zum Nachteil von Linken und Migranten zur Last gelegt. Unter den vorgeworfenen Delikten befinden sich insbesondere Brandanschläge. So wird etwa untersucht, ob die Festgenommenen für einen Anschlag auf den linken Szenetreffpunkt „Favela“ in Piraeus im Februar 2018 verantwortlich sind. Bei diesem waren fünf Menschen schwer verletzt worden. Die Tatverdächtigen sollen in enger Verbindung zu der offen agierenden Formation Nonkonforme Mäander Nationalisten („Anentaxtoi Maiandrioi Ethnikistes“) gestanden haben. Laut Anklage der griechischen Staatsanwaltschaft bildeten beide Gruppen sogar eine organisatorische Einheit. Auf Webseiten der Nonkonforme Mäander Nationalisten waren Videos und Bekennerschreiben zu Angriffen auch nach den Festnahmen noch abrufbar.

### Russland
Am Freitag, dem 27. November 2009, kamen bei einem Anschlag auf einen Schnellzug (Newski-Express) bei Bologoje/Russland mindestens 39 Menschen ums Leben. Mindestens 100 weitere wurden verletzt. Zu der Tat bekannte sich in einem russischen Blog Combat 18. Russische Ermittler vermuten als Täter allerdings kaukasische Rebellen.

### Schweiz
Die Mitglieder des Schweizer Ablegers von Combat 18 gelten als eng mit den deutschen Mitgliedern vernetzt. Laut Nachrichtendienst des Bundes (NDB) existieren in der rechtsextremen Szene der Schweiz internationale Verflechtungen auf zwei Ebenen. Zum einen bestehen seit den 1980er-Jahren die beiden internationalen Organisationen Blood and Honour und Hammerskins. Unterorganisationen wie Combat 18 finden sich seit Langem auch in der Schweiz, namentlich in den Kantonen Schwyz und Wallis. Persönliche Bekanntschaften bilden die zweite Ebene internationaler Verflechtung in der rechtsextremen Szene, wie etwa die Verbindungen von Kevin G. zu Thorsten Heise zeigen. Wichtige Stützen des Schweizer Combat-18-Ablegers sind gemäß Tages-Anzeiger auch Erika B. und André S., die gute Kontakte in die deutsche Neonazi-Musikszene haben sollen. So seien die Verbindungen der Schweizer Neonazis und Combat-18-Mitglieder nach Deutschland in der Musikszene besonders eng. Wegen ihrer Gewaltneigung wird die rechtsextreme Szene in der Schweiz vom NDB beobachtet. In der Schweiz komme es aber so gut wie nie vor, dass eine gewaltextremistische Gruppe verboten wird, denn ein Verbot müsste vom Bundesrat ausgesprochen werden, so der Tages-Anzeiger. Das Verbot müsste sich zudem auf einen entsprechenden Beschluss der Vereinten Nationen oder der OSZE stützen.

### Vereinigtes Königreich
1993 wurden bei einem Mitglied sechs Handfeuerwaffen in einem Auto gefunden. Ein Jahr später wurde Terry Blackham festgenommen, der Maschinengewehre und einen Raketenwerfer an die Ulster Defence Association liefern wollte.
1996 wurden Briefbombenanschläge gegen britische Prominente verübt, an denen britische, dänische und schwedische Neonazis beteiligt waren. Aber auch auf Charlie Sargent und andere Führungskräfte rechter Organisationen gab es versuchte Anschläge.
1997 waren Sargent und Martin Cross, der ehemalige Gitarrist der Band Skrewdriver, in den Mord an Christopher Castle verwickelt, der aufgrund einer internen Auseinandersetzung zwischen zwei verschiedenen Combat 18-Gruppen stattfand. Sargent wurde zu lebenslanger Haft verurteilt.
Bekanntheit erlangte Combat 18, als Mitglieder in den Verdacht gerieten, an den drei durch David Copeland im April 1999 in London verübten Bombenanschlägen beteiligt gewesen zu sein. Bei den Anschlägen in Gegenden, in denen vorwiegend Schwarze, asiatische Zuwanderer oder Homosexuelle wohnten, wurden drei Menschen getötet und etwa 160 zum Teil schwer verletzt. Es wurden Nagelbomben verwendet, die dafür konstruiert waren, möglichst viele Menschen zu verletzen. Es gab Bekennerschreiben, die von Combat 18 unterzeichnet waren. Es wurde jedoch auch angezweifelt, ob die Anschläge wirklich von Combat 18 oder der Gruppe White Wolves ausgingen, zumal zu dieser Zeit einige Kader bereits im Gefängnis saßen und die Gruppe durch verdeckte Ermittler unterwandert war. Der Anschlag war vermutlich eine Vorlage für den Nagelbombenanschlag in Köln, den die rechtsterroristische Gruppe NSU im Juni 2004 beging.
2001 beteiligten sich Mitglieder von Combat 18 an den rassistischen Aufständen in Oldham.

## Bewertung
Viele Beobachter zeigten sich verwundert über das offensive und wenig konspirative Auftreten von Combat 18 Deutschland. Die Führungspersonen seien „erfahrene Leute, die die Grundregeln konspirativen Handelns durchaus kennen“, und würden so agieren, als ob ihnen nichts passieren könnte. Auch habe das Bundesamt für Verfassungsschutz die Combat 18-Struktur konsequent verharmlost und kein Interesse an der Zerschlagung der Gruppe. Dies ließe den Schluss zu, dass die Behörden C18 bewusst als „Honeypot“ installiert hätten, deren Strukturen de facto geschützt würden, da sie von Informanten der Behörden durchsetzt seien. Sie warnen vor dem Misserfolg dieser „Strategie“, wie bereits beim Nationalsozialistischen Untergrund (NSU) in fataler Weise geschehen.
Das Verbot des deutschen Zweigs von Combat 18 des Bundesministerium des Innern vom 23. Januar 2020 wurde nach Artikel 9 Absatz 2 des Grundgesetzes in Verbindung mit § 3 des Vereinsgesetzes ausgesprochen und im Bundesanzeiger veröffentlicht. In der Begründung wird die Ausrichtung gegen die verfassungsmäßige Ordnung und die Wesensverwandtschaft zum Nationalsozialismus unter Benennung folgender Kriterien erwähnt:
- bekennt sich zur NSDAP und ihren Funktionären,
- ist rassistisch, antisemitisch und fremdenfeindlich ausgerichtet und
- weist eine kämpferisch-aggressive Grundhaltung auf.[40]

Nach Darstellung des BMI soll der Kopf der Gruppe aus Thüringen stammen. Am Morgen des 23. Januar 2020 fanden Durchsuchungsmaßnahmen durch 210 Beamte bei führenden Vereinsmitgliedern in den sechs Bundesländern Brandenburg, Hessen, Mecklenburg-Vorpommern, Nordrhein-Westfalen, Rheinland-Pfalz und Thüringen statt. Es wurden unter anderem Mobiltelefone, Laptops, Datenträger, Tonträger, waffenrechtlich relevante Gegenstände, NS-Devotionalien und Propagandamittel beschlagnahmt. Das Verbot betrifft nicht nur den Verein, auch Kennzeichen, Slogans und Symbole und die mediale Verwendung solcher Codierungen wurden verboten. Die Welt weist darauf hin, dass die Rechtsextremisten schon über ein halbes Jahr vorgewarnt gewesen seien und sich sogar längst auf die Durchsuchungen vorbereitet hätten, da Innenminister Horst Seehofer kurz nach der Ermordung des Kasseler Regierungspräsidenten Walter Lübcke Ende Juni 2019 im Innenausschuss des Bundestags ernsthaft in Erwägung zog, Combat 18 zu verbieten, was trotz angedachter Geheimhaltung nach kurzer Zeit in den Medien verbreitet wurde.
Die Tatsache, dass die Exekutive erst jetzt einschritt, wurde wie folgt begründet: „Das Vorliegen dieser Voraussetzungen für ein Vereinsverbot bedurfte jedoch der gründlichen tatsächlichen und rechtlichen Prüfung.“ Das Verbot spiegelt auch die nun erhöhte Sensibilisierung der Organe („Gemeinsame Extremismus- und Terrorismusabwehrzentrum-Rechts“ (GETZ-R), Polizeibehörden, Verfassungsschutz des Bundes und der Länder, Militärische Abschirmdienst (MAD), Bundesnachrichtendienst (BND), Zollkriminalamt (ZKA), Bundespolizei (BPol), Generalbundesanwalt (GBA) und EUROPOL) gegen den Rechtsextremismus wider, wie er im Zusammenhang mit den Erkenntnissen um die Aktivitäten der NSU, dem Mord an Walter Lübcke, den zahlreichen rechtsextremen Drohschreiben des Jahres 2019 mutmaßlich von „Combat 18“, „Volksfront“ oder „Blood and Honour“ sowie dem Anschlag auf eine Synagoge in Halle entstanden sind. Generell wurde auch unterstrichen „die Bekämpfung rechtsmotivierter Straf- und Gewalttaten ist ein Kernanliegen der Bundesregierung.“
Das Verbot von Combat 18 Deutschland ist das 18. Verbot einer rechtsextremistischen Vereinigung durch einen Bundesinnenminister und wurde von der SPD durch Lars Klingbeil und den Grünen durch Konstantin von Notz gelobt, aber auch als überfällig bezeichnet. Linken-Parteivizepräsidentin Martina Renner nannte das Verbot einen „symbolischen Schlag gegen Rechts“. Wegen der Popularität von Combat 18 in rechtsextremen Kreisen stehen die staatlichen Organe vor einer Herausforderung bei der Überwachung des Verbots.